# شاين إلفورد
شاين إلفورد (بالإنجليزية: Shane Elford)‏ هو لاعب دوري الرغبي أسترالي، ولد في 28 ديسمبر 1977 في Penrith, New South Wales ‏ في أستراليا.